# Cantores de La Pasión de Orihuela

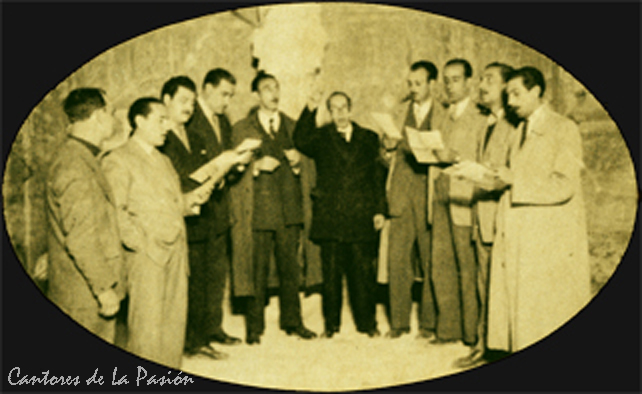
Grupo Antiguo

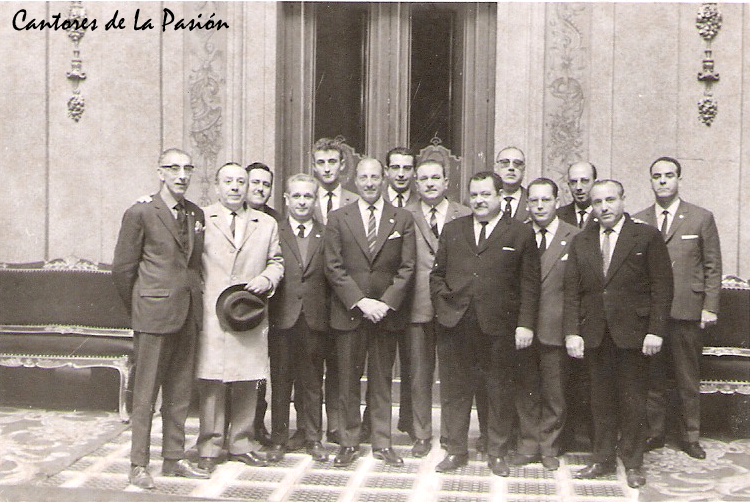
Grupo Antiguo

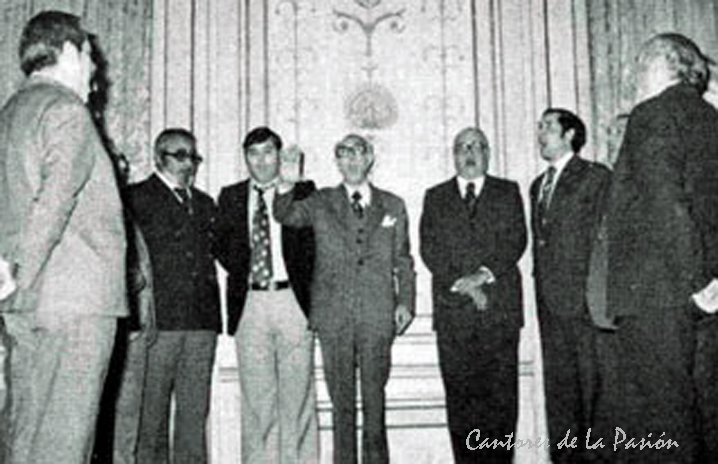
Casino Orihuela Año 1.977

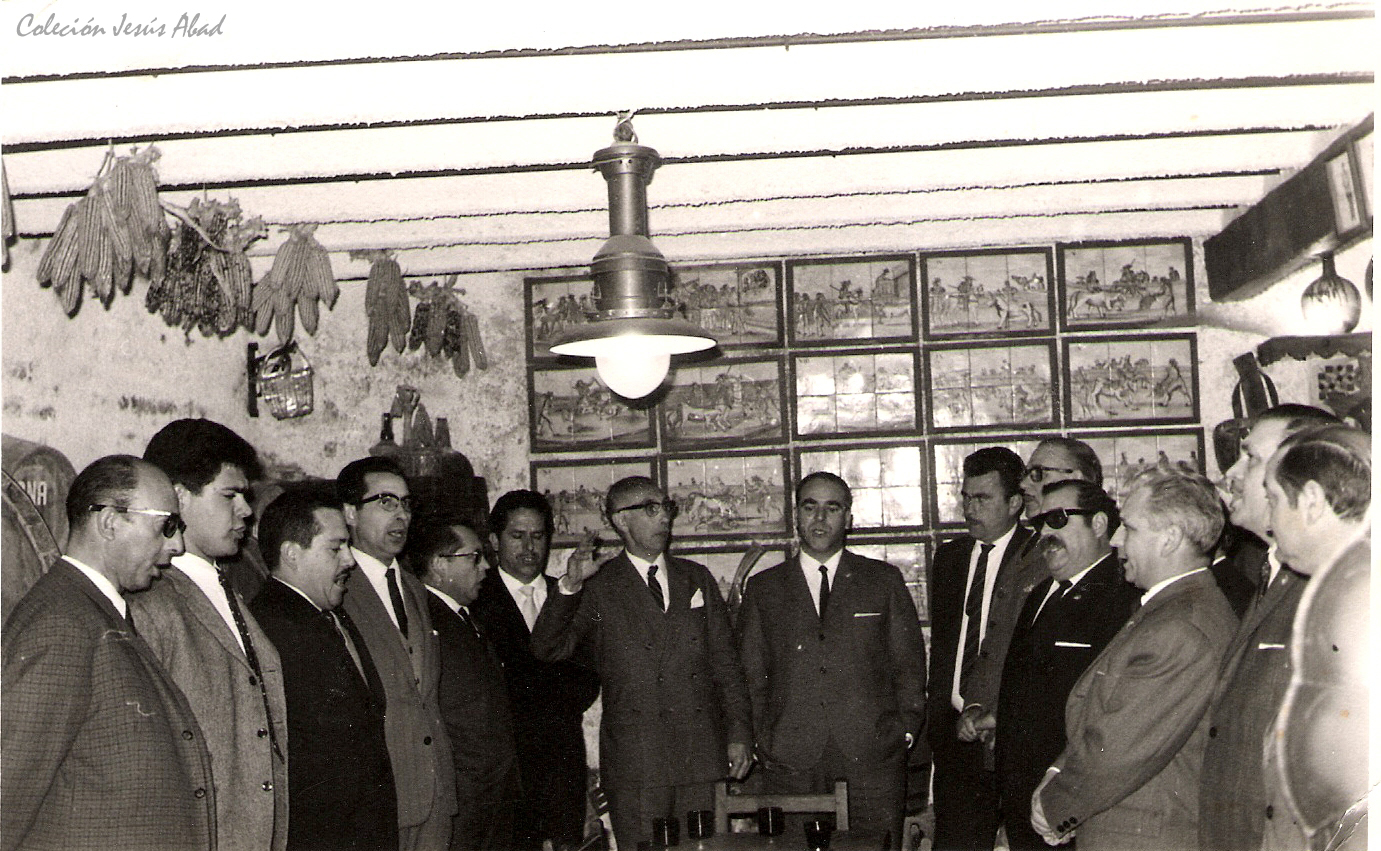
Actuación Benidorm Año 1.968

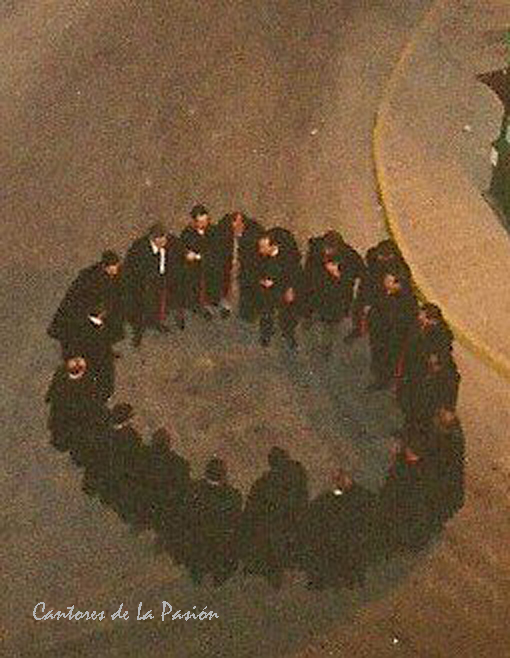
Formación en círculo

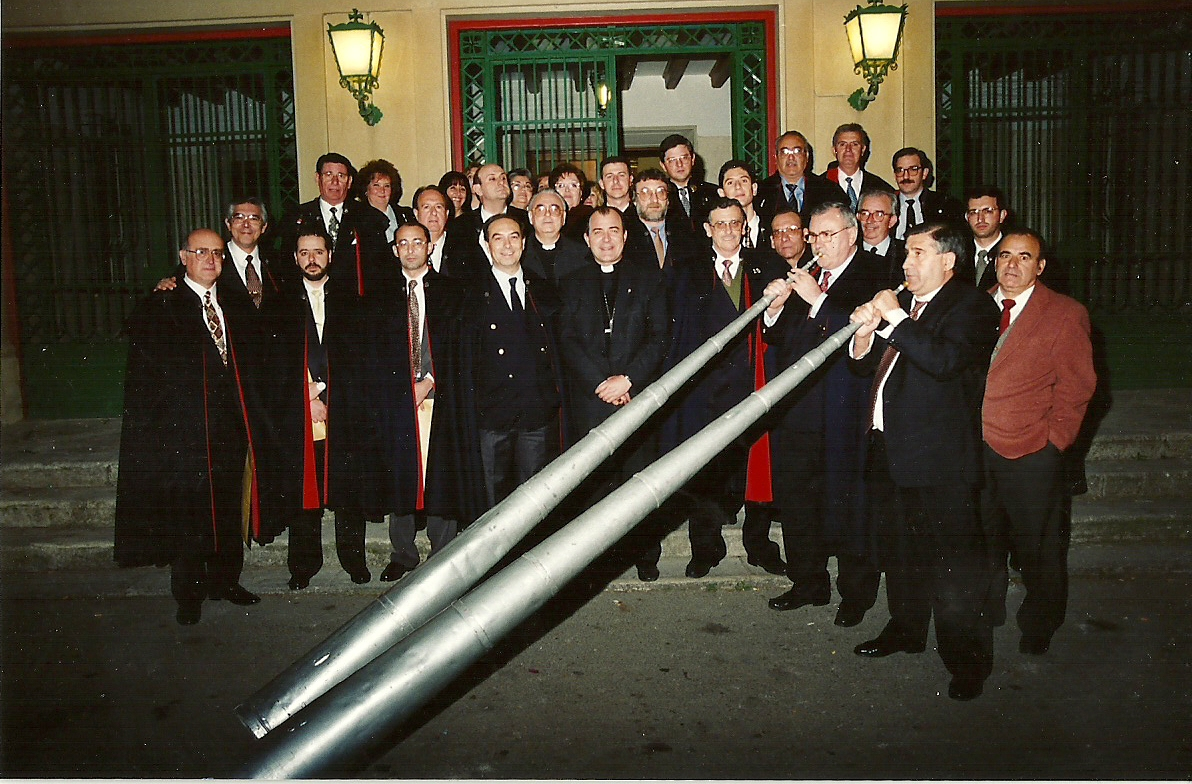
Actuación Albacete Año 1.997

Canto de La Pasión de Orihuela.

## Historia
A mediados del siglo XIX ya se tiene noticias de la existencia de varios cuartetos que interpretaron el Canto de La Pasión gracias a cierta información que nos proporciona la prensa local. Pero vamos a centrar nuestro interés en el cuarteto que retoma la tradición a partir de 1.925.
Tras unos años sin ser interpretado, D. Vicente Perpiñán, Maestro de Capilla de La S.I. Catedral de Orihuela, junto a D. José Casto Rodríguez, plasmaron en partitura en 1.925-1.926 la transmisión oral del canto. A partir de ahí en 1.927 será D. José Casto Rodríguez quien forme y dirija el cuarteto encargado de recuperar el Canto de La Pasión, como podemos comprobar en el artículo publicado en "El Pueblo de Orihuela" 1.928:
"Después de algunos años, reaparecerá esta Semana Santa el tradicional canto de “La Pasión”; hemos oído los ensayos que varios señores hacen para recorrer nuestra ciudad, pregonando los principales misterios de nuestra redención, y esta misma noche saldrán, después de obsequiar a nuestro amantísimo Prelado, a cantar la Pasión de Nuestro Señor Jesucristo. El coro a cuatro voces lo forman los Sres. Cánovas (don Guillermo), Moreno (don Monserrate), López (don Alvaro) y Zaragoza (don Rafael) dirigidos por don José Casto Rodríguez"
Entre 1.932 y 1.940 el canto deja prácticamente de interpretarse. En 1940 el grupo reinicia las interpretaciones, sigue en la dirección José Casto Rodríguez, con un cuarteto formado ahora por Pepe Rodríguez, Guillermo Cánovas, Monserrate Moreno y Antonio Sánchez, y con Jaime Aparicio como encargado de las velas del típico alumbrado. Al año siguiente tras el fallecimiento de Guillermo Cánovas, se incorpora Antonio Panús. En 1942, por fallecimiento de José Casto Rodríguez, toma la dirección del grupo Monserrate Moreno, y se incorporan al mismo sus hijos Pedro y Monserrate.
En 1946 por indicación de D. Vicente Alba y “varios amantes del canto de la pasión” se doblaron las voces, así se incorporan al grupo José Torres, José María Soria “Pina” y Ramón Navarro, con Manolo Irles que se encargará de los desplazamientos a las cercanías. A partir de este año desaparece la primitiva formación del grupo como cuarteto, para pasar a ser en adelante una agrupación de voces masculinas con varios miembros en cada una de sus cuatro cuerdas.
A partir de 1.950 se multiplican las actuaciones tanto dentro como fuera de Orihuela. Así ese mismo año se actúa con motivo de la Semana Santa de Orihuela en la Emisora de “Radio Murcia”, en 1.952 en la de “Radio Elche”, en Crevillente se actúa el año 1.964 y en Cartagena en 1.965.
El 25 de marzo de 1966, se interpreta el Canto de La Pasión en Televisión Española, al día siguiente en el Salón Goya del Ayuntamiento de Madrid y el 27 de marzo en el Teatro del Parque Móvil de Madrid.
El 11 de marzo de 1967 se interpreta La Pasión en la Peña Madridista de Elche. El 16 de marzo de 1968 se actúa en Benidorm en el Aula de Cultura “Zaragoza”, el 29 en la Delegación de Cultura de Alicante.
Es el año 1969 el más amplio en actuaciones, se interpreta el Canto el 20 de marzo en el Palacio Episcopal, Diputación, Santa Iglesia Catedral, Iglesia de San Isidoro y otros lugares de León. El día 21 de marzo en el Pregón de la Semana Santa de Valladolid y en el Palacio Episcopal. El 22 del mismo mes en la Basílica de la S.C. del Valle de los Caídos y el 23 en la Catedral de Toledo.
En 1.971, el 25 de marzo se canta La Pasión en el Palacio Episcopal de Solsona, el 27 se actúa en el Salón del Consejo de Ciento del Excmo. Ayuntamiento de Barcelona. Con motivo del pregón de la Semana Santa de Crevillente, se actúa el 2 de abril de ese mismo año.
En 1972, en Televisión Española, y en 1977 se graba el Canto de La Pasión para el programa “Aitana” en los Claustros del Colegio de Santo Domingo.
En 1980, el 27 de marzo, este grupo organiza una Conferencia-conciero en el Círculo Católico Oriolano, pronunciada por D. Emilio Bregante Palazón, Presidente de la Junta Mayor de Cofradías y Hermandades de Semana Santa.
En 2009 el grupo de Cantores de la Pasión actuó en el Pregón de Semana Santa de Murcia. En el año 2011 el grupo interpreta el canto en FITUR e inicia su colaboración en la representación de la vida, muerte y resurrección de Cristo, que se viene representando desde 2003 en la 'Iglesia de Santiago de Orihuela.
A partir de 2012, participa en el Vía Crucis organizado por la Hermandad del Santísimo Cristo de Zalamea y María Santísima del Consuelo de Orihuela, interpretando el Canto de La Pasión a la salida del Santísimo Cristo de Zalamea de la Iglesia del Convento de San Juan de la Penitencia.
Los Cantores de La Pasión cuentan con multitud de galardones y distinciones:
- Medalla de Plata de la Ciudad de Orihuela.
- Hermano Mayor de la Junta Central de la S. Santa de Callosa de Segura.
- Caballeros de la Orden Honorífica de S. Antón de Orihuela.
- Hermano de Honor de la Hermandad del Sto. Cristo de Zalamea y Maria Stma. del Consuelo de Orihuela.
- Nazareno de Orihuela de la Junta Mayor de Cofradías Hermandades y Mayordomías de la Semana Santa de Orihuela.